# الکساندر آس
الکساندر آس (انگلیسی: Alexander Aas؛ زادهٔ ۱۴ سپتامبر ۱۹۷۸) بازیکن سابق فوتبال اهل نروژ است که در پست مدافع میانی بازی می‌کرد.
او در تیم ملی فوتبال نروژ بازی کرده‌است.